# Typizace (architektura)
Typizace je unifikace rozměrů ve stavebnictví. Unifikace rozměrů ve výstavbě umožňuje a stanovuje vytvořit předpoklady pro typizaci a normalizaci nejdůležitějších stavebních výrobků a prvků, a tím vytvořit přechod na jejich hromadnou výrobu průmyslovými metodami až po automatizaci jednotlivých výrobních postupů. Typizační činnost byla hlavně zaměřena na opakované použití.
Požadavek společnosti na stavebnictví, stavět rychle, ekonomicky a se sníženou pracností vedla v 50. letech 20. století k prefabrikovaným technologiím. Modulová soustava ve výstavbě vytváří na základě modulu rozměrovou a tvarovou skladebnost, vzájemnou zaměnitelnost, opakovanou použitelnost skladebných prvků, výrobků a zabudovaného zařízení. Variabilita konstrukční stavby s minimálním sortimentem dílců se řeší metodou otevřené typizace. Unifikace rozměrů sleduje snížení počtu druhovosti výrobků, což při určitém druhu typizovaných objektů umožňuje výrobu ve velkých sériích.

## Začátky typizace na Slovensku
Na začátku 20. století se společnost měnila. Architektura nastupovala na cestu modernizace, nikoli však radikální, ale na cestu spojení tradice a moderní architektury. Jako první nastolila tuto cestu levicová avantgarda. Později se začaly objevovaly problémy s vážným nedostatkem bytových domů. Levné a rychlé řešení tohoto problému přinesla typizace. Konzervativně orientovaný architekt Dušan Jurkovič roce 1922 navrhl a postavil v Bratislavě na Župním náměstí prototyp malého montovaného domu z dřevěných panelů. Tento počin považujeme za první pokus o prefabrikaci. Později se na Slovensku změnily vlastnické poměry a v zestátnění a plánovaném hospodářství se mohli koncepce československé avantgardy uplatnit v dosud nebývalé míře. Stavitelem a architektem se stal stát, a tak zlikvidoval přirozenou hospodářskou soutěž. Nastoupil zlatý věk typizace, který trval až do rozpadu Československa.

## Typizační směrnice
30. srpna roce 1971 vydala Československá socialistická republika sbírku zákonů, která obsahovala vyhlášku č. 75: Vyhláška federálního ministerstva pro technický a investiční rozvoj o typizaci ve výstavbě. Výsledným nástrojem typizace se staly typizační směrnice a typové podklady, které byly vypracovány na základě typizačních studií. Rovněž byla ustanovena funkce hlavního typizátora.

## Příklady typizace na Slovensku
Nejlepším příkladem typizačních tendencí jsou panelové soustavy. Na Slovensku daly základ panelové výstavbě tzv. G - systémy a monolitické lité systémy, realizované na konci 50. let. V 60. letech se přistoupilo k novým typům T - 06 B a T - 08 B, v 70. letech k BA - NKS, B70 a P1.1.
I když první pokusy o typizaci a prefabrikaci bytových domů spadají na Slovensku do první poloviny 20. století, první panelák navrhl až začátkem 50. let 20. století Vladimír Karfík spolu s kolegy z techniky J. Harvančík, K. Šafránka a G. Tursunovom. Využil přitom zkušenosti z americké i zlínské etapy své práce. Panelový dům s vyztuženým rámem postavili v Bratislavě na Kmetově náměstí a dnes je technickou památkou.
Roku 1957 navrhl Štefan Svetko a kol. jako experiment první bratislavské sídliště na tehdejší ulici únorovém vítězství (nynější Račianska ulice). Dispozice těchto bytů jsou vypracovány díky obrovskému úsilí v mnohonásobných typizačních procedurách, které tehdy probíhaly jako významná, státem úzkostlivě sledována činnost.
Velkoplošný výstavba sídlišť byla možná i díky změně vlastnických poměrů. Po znárodnění v roce 1948 začaly růst např. v Bratislavě ty největší sídliště na Slovensku: Krasňany, Rača, Ružinov, Medzi jarkami, Dolní hony a nakonec Petržalka a další. Po roce 1989 se hromadná bytová výstavba na území Bratislavy zastavila. I přesto, že tyto obytné soubory s sebou přinášejí celou plejádu vážných společenských a ekonomických problémů, stále zde bydlí většina obyvatel měst (např. v Bratislavě 70%).